# Districtul Sud Befotaka
Befokata Sud este un district din regiunea Atsimo-Atsinanana din Madagascar.

## Comune
Districtul este împărțit în continuare în șapte comune:
- Befotaka
  - Ambohimasoa
  - Ambondr
  - Andasy
  - Andioteny
  - Andranovory, Befotaka
  - Andria, Befotaka
  - Ankazovelo, Befotaka
  - Bekofafa
  - Belenalena
  - Morarano
  - Soabonaka
  - Soavariana
  - Soarano
- Antaninarenina
- Antondabe (sau Antondambe)
- Beharena
- Bekofafa Sud
- Marovitsika Sud
- Ranotsara Sud

## Natura
Este poarta de acces către Parcul Național Midongy du sud (numit și: Parcul Național Midongy-Betroka) care se găsește la o distanță de 34 km de Befotaka.

## Minerit
În acest district s-au găsit  cristale de celestină .